# آنو (کمون)
آنو (به فرانسوی: Anould) یک کمون در فرانسه است که در canton of Fraize واقع شده‌است. آنو ۲۴٫۲۳ کیلومتر مربع مساحت دارد ۴۵۵ متر بالاتر از سطح دریا واقع شده‌است.